# Konstantínos Galanópoulos
Konstantínos « Kóstas » Galanópoulos (grec moderne : Κωνσταντίνος "Κώστας" Γαλανόπουλος), né le 28 décembre 1997 à Athènes en Grèce, est un footballeur grec qui évolue au poste de milieu central à l'APOEL Nicosie.

## Biographie

### Carrière en club

#### AEK Athènes
Konstantínos Galanópoulos est formé dans le club de l'AEK Athènes, avec lequel il fait ses premiers pas en pro lors d'un match de qualification pour la Ligue Europa, le 28 juillet 2016, face à l'AS Saint-Etienne. Il entre en jeu et les deux équipes se séparent sur un score nul de 0-0. Il débute en championnat le 22 octobre 2016, face au Paniónios GSS (0-0). Le 10 décembre de la même année, il marque son premier but contre l'APO Levadiakos, match que son équipe gagne par quatre buts à zéro.
Le 2 août 2017, il joue son premier match de Ligue des champions en phase de qualification face au CSKA Moscou (défaite 1-0).
Il devient un membre important de l'équipe première de l'AEK à partir de la fin d'année 2017.
Le 25 août 2020, Galanópoulos prolonge son contrat avec l'AEK jusqu'à l'été 2023.
Galanópoulos marque son premier but en Ligue des champions le 15 août 2023, à l'occasion d'une rencontre qualificative pour la phase de groupe de la saison 2023-2024, face au Dinamo Zagreb. Ce but en fin de match permet à son équipe de s'imposer à l'extérieur (1-2 score final).

### En sélection nationale
Konstantínos Galanópoulos représente l'équipe de Grèce des moins de 19 ans, jouant un total de huit matchs avec cette sélection entre 2015 et 2016.
Avec les espoirs, il inscrit deux buts lors des éliminatoires du championnat d'Europe espoirs 2019, contre la Biélorussie et la Moldavie.
Le 15 mai 2018, Konstantínos Galanópoulos honore sa première sélection avec la Grèce contre l'Arabie saoudite. Les Grecs sont battus 2-0. Le 18 novembre 2019, il inscrit son premier but en sélection, contre la Finlande. Titulaire ce jour-là, il donne la victoire à son équipe en marquant le deuxième but des siens (2-1 score final).

## Palmarès
AEK Athènes
- Champion de Grèce en 2018